# Muzeum olomouckých tvarůžků
Muzeum olomouckých tvarůžků je podnikové muzeum firmy A.W. s.r.o v Lošticích, která vyrábí Olomoucké tvarůžky. Nachází se na ulici Palackého 4 v Lošticích.

## Podrobnosti o muzeu
Muzeum Olomouckých tvarůžků otevřené v roce 1994 v místě původní výrobny tvarůžků významně přispělo k popularizaci tohoto jedinečného sýru. Umístění uvnitř výrobního závodu však omezovalo jeho rozvoj. Proto bylo rozhodnuto vybudovat zcela nové muzeum, jehož výstavba započala v roce 2013.
Nové Muzeum Olomouckých tvarůžků slavnostně otevřené 26. června 2014 ukazuje v devíti místnostech v moderně pojatých expozicích průřez historií Olomouckých tvarůžků od nejstarších pramenů až do současnosti. Všechny exponáty mají popisky v českém jazyce, v každé místnosti je možno načíst pomocí QR kódů základní informace o konkrétní expozici také v němčině a angličtině. Pro cizojazyčné návštěvníky jsou v současné době k dispozici tištěné texty v angličtině a němčině.
Součástí celého prostoru je i malý dvorní prostor, který stejně jako místo před vchodem do vlastního muzea nabízí návštěvníkům během roku drobné doplňující programy – výstavy, koncerty, kulturní společenské akce.
Vstup do muzea začíná v bývalých stájích, kde návštěvník vstoupí do Velkého příběhu, který vypráví o historii Olomouckých tvarůžků a rodu Wesselsů. Začíná prvními zmínkami o výrobě Olomouckých tvarůžků i s prvními fotografiemi. Dál pak volně sleduje linii výroby od zpracování tvarohu, formování a koupání tvarůžků, až po jejich balení včetně funkční stloukačky na bedničky.
Velký příběh je ojedinělý i tím, že ukazuje dobu, kdy se výroba ruční měnila na strojní, se kterou začal právě zeť Aloise Wesselse – Karel Pivný. Na osudu jednotlivých osobností demonstruje expozice počátky výroby Olomouckých tvarůžků přes dobu před první světovou válkou, kdy se členové rodu Wesselsů stali největšími výrobci Olomouckých tvarůžků.
Druhé poschodí otevírá dobová pracovna Karla Pivného, další místností je retro „Sokolské kino Loštice“, kde se promítají filmy o výrobě a historii Olomouckých tvarůžků. Následuje místnost, ve které jsou umístěny originály formovacího a koupacího stroje z 20. století. Zde je i rekapitulace historie výroby Olomouckých tvarůžků v Lošticích na časové ose. Ta končí dobou socialismu a současnou výrobou. Té je pak věnována samostatná místnost, ze které se dostanete do galerie fotografií ukazující proměny závodu od restituce v roce 1990 až po současnost.
Pro návštěvníky, kteří budou mít zájem o rozšířený výklad nad rámec audiovizuálních programů, jsou v muzeu k dispozici tři informační místa vybavená stolním počítačem s programem Panorama, kde je možno vyhledat podrobné informace.
Poslední prostor je rozloučením s návštěvníkem, který poté vchází do podnikové prodejny A. W. spol. s r. o. Muzeum je bezbariérové, forma individuálních prohlídek dá každému možnost výběru prohlídky podle jeho zájmu a časových možností.
Doba prohlídky trvá dle individuálního zájmu cca jednu hodinu. 
Část muzejních exponátů je vlastní a část je propůjčena z olomouckého Vlastivědného muzea.